# Astronomy and Astrophysics
Astronomy and Astrophysics (Astronomía y Astrofísica) (abreviado A&A o Astron. Astrophys.) es una revista europea, que publica artículos sobre  astrofísica y astronomía teórica, de observación e instrumental. Fue publicada por Springer Science+Business Media entre 1969 y 2000, mientras que EDP Sciences publicó su compañero A&A Supplement Series. En 2000, las dos publicaciones se combinaron, en la publicación conocida simplemente como Astronomy and Astrophysics, publicado por EDP Sciences. Los derechos de autor de la publicación son poseídos por el European Southern Observatory (Observatorio europeo del Sur).
Es una de las principales publicaciones sobre de astronomía, junto con Astrophysical Journal, Astronomical Journal y el Monthly Notices of the Royal Astronomical Society. Mientras los primeros dos son a menudo la publicación preferida de investigadores con base en Estados Unidos de América,  el MNRAS es a menudo el favorito para astrónomos del Reino Unido y la Mancomunidad Británica, A&A  tiende a ser preferida por astónomos europeos continentales, en parte porque los astrónomos que trabajan en uno de los países miembros no pagan nada en el momento de la publicación (lo que no es verdad para otras publicaciones).
A&A fue creado en 1969 con la unión de seis importantes publicaciones europeas:
- Annales d'Astrophysique (Francia), fundado en 1938
- Arkiv for Astronomi (Suecia),  fundado en 1948
- Bulletin of the Astronomical Institutes of the Netherlands, (Países Bajos) fundado en 1921
- Bulletin Astronomique (Francia),  fundado en 1884
- Journal des Observateurs (Francia),  fundado en 1915
- Zeitschrift fur Astrophysik (Alemania),  fundado en 1930

Y extendida en 1992 con la incorporación de:
- Bulletin of the Astronomical Institutes of Czechoslovakia, (Checoslovaquia) fundado en 1947

## Países miembros
Los primeros países miembros eran los cuatro cuyas revistas se habían combinado para formar A&A (Francia, Alemania, los Países Bajos y Suecia) junto con Bélgica, Dinamarca, Finlandia y Noruega. ESO también participó como 'un país miembro'. Noruega más tarde se retiró, pero Austria, Grecia, Italia, España y Suiza se unieron. La República Checa, Estonia, Hungría, Polonia y Eslovaquia se unieron como miembros en la década de 1990. En 2001 las palabras A European Journal (Una Revista Europea) fueron quitadas de la portada en reconocimiento de que la revista se hacía cada vez más global en el alcance, y en 2002 Argentina fue admitido como 'un observador'. En 2004 la Junta directiva decidió que "A&A de aquí en adelante considerará inscripciones para ser miembro cualquier país en el mundo con investigación astronómica bien documentada, activa y excelente". Argentina se hizo el primer país no europeo en ganar la calidad de miembro en 2005. Brasil, Chile y Portugal en ese momento ganaron la calidad de 'observador', y desde entonces han progresado a miembro.

## Junta Directiva
Cada país miembro posee un sitio en la Junta Directiva. Los integrantes son designados por organizaciones científicas de los países adherentes. En general, la Junta decide la política de publicación, nombrando a los redactores y editores de la revista. La Junta posee los derechos de copia de la revista, a través ESO.
La Junta se reúne todos los años a inicios de mayo, en la que se reciben informes de los editores y se acuerda los detalles de impresión y los costos de la membresía para el año siguiente.
Actualmente la Junta posee los siguientes miembros:
| País miembro    | Director           | Comité ejecutivo |
| --------------- | ------------------ | ---------------- |
| Alemania        | K.S. de Boer       | Vicepresidente   |
| Argentina       | J. Zorec           | Miembro          |
| Austria         | M. Breger          | -                |
| Bélgica         | C. Sterken         | -                |
| Brasil          | L. da Silva        | -                |
| Chile           | M. Rubio           | -                |
| Dinamarca       | B. Nordstrom       | -                |
| Eslovaquia      | A. Skopal          | -                |
| ESO             | C.J. Cesarsky      | -                |
| España          | F. Moreno-Insertis | Miembro          |
| Estonia         | L. Leedjärv        | -                |
| Finlandia       | I. Tuominen        | -                |
| Francia         | H. Sol             | -                |
| Grecia          | N. Prantzos        | -                |
| Hungría         | M. Paparo          | Miembro          |
| Italia          | G. di Cocco        | Miembro          |
| Países Bajos    | E.J. de Geus       | -                |
| Polonia         | R. Tylenda         | -                |
| Portugal        | J.F. Gameiro       | -                |
| República Checa | M. Wolf            | -                |
| Suecia          | Aa. Sandqvist      | -                |
| Suiza           | G. Meynet          | Presidente       |

república dominicana leoner .f